# Delitto di mezza estate
Delitto di mezza estate (titolo originale svedese Steget efter) è un romanzo giallo dello scrittore svedese Henning Mankell pubblicato in Svezia nel 1997. 
È la settima storia della saga dell'ispettore di polizia Kurt Wallander ed è ambientata, come la maggior parte delle altre, a Ystad, Svezia.
La prima edizione italiana del romanzo è stata pubblicata nell'anno 2000 da Marsilio.

## Trama
Tre ragazzi vengono uccisi in un bosco durante la festa del solstizio d'estate. Uno dei principali collaboratori di Wallander, l'ispettore Svedberg viene trovato morto. Sembra che tra i delitti ci sia un collegamento. Svedberg in segreto aveva condotto un'indagine sui tre ragazzi e nascosto del materiale tra cui una fotografia di donna.
 Che cosa unisce l'ispettore ucciso ai ragazzi e alla donna? Kurt Wallander, a cui è stato diagnosticato il diabete, assalito dai dubbi sull'integrità del collega morto, si trova di fronte ad un assassino esperto sempre avanti di un passo, che sembra conoscere le mosse della polizia. Ritratto di una società svedese in cui la violenza e la brutalità prendono sempre più piede, dove la polizia deve comunque combattere per arginare le forze negative che agiscono per deteriorare la società.

## Edizioni
- Henning Mankell, Delitto di mezza estate, traduzione di Giorgio Puleo, Marsilio, 2000. ISBN 88-317-7193-0.
- Henning Mankell, Delitto di mezza estate, traduzione di Giorgio Puleo, RL Libri, 2003. ISBN 88-462-0299-6.
- Henning Mankell, Delitto di mezza estate, traduzione di Giorgio Puleo, Marsilio, 2007. ISBN 88-317-8484-6.
- Henning Mankell, Delitto di mezza estate, traduzione di Giorgio Puleo, Marsilio, 2008. ISBN 978-88-317-9707-8.
- Henning Mankell, Delitto di mezza estate, traduzione di Giorgio Puleo, Marsilio, 2010. ISBN 978-88-317-0670-4.
- Henning Mankell, Delitto di mezza estate, traduzione di Giorgio Puleo, Universale Economica Feltrinelli, 2019. ISBN 978-88-297-0053-0.